# 인천하정초등학교
인천하정초등학교는 대한민국 인천광역시 부평구 소재의 공립 초등학교이다.

## 학교 연혁
- 1991년 2월 21일 - 인천하정초등학교 설립 인가
- 1991년 5월 1일 - 인천하정초등학교 개교(24학급, 1,236명)
- 1991년 5월 1일 - 초대 김연실 교장 취임
- 1991년 7월 10일 - 운동장스탠드 완공(152m)
- 1994년 3월 1일 - 특수학급1학급 설치
- 2000년 3월 31일 - 인천광역시소년체육대회여자배구 우승
- 2002년 11월 19일 - 5층 8개 교실 증축
- 2003년 8월 28일 - 하정「늘푸른 도서관」개관
- 2004년 3월 2일 - 컴퓨터실2개실 구축
- 2004년 9월 14일 - 운동장스탠드 지붕 공사
- 2004년 12월 15일 - 인천광역시교육청선정「좋은 학교 도서관」표창 수상
- 2004년 12월 30일 - 과학실현대화 사업
- 2006년 2월 10일 - 교훈석설치
- 2006년 8월 29일 - 실내도장공사 및 현관문, 후문 교체 설치
- 2006년 9월 1일 - 독서상및 독서석 설치
- 2007년 6월 8일 - 방과후돌봄교실(행복한교실) 구축
- 2007년 11월 23일 - 교문교체 공사
- 2008년 8월 25일 - 교사주변아스콘 포장 공사
- 2008년 9월 3일 - 화장실리모델링 공사
- 2009년 12월 21일 - 한빛터강당 및 급식실 신축공사 완료
- 2010년 8월 21일 - 제2과학실 설치
- 2010년 8월 28일 - 제2어학실 설치
- 2011년 12월 12일 - 체육시설교체 설치
- 2012년 3월 21일 - 양치교실 개소식
- 2012년 9월 1일 - 제9대 여운경 교장 취임
- 2012년 12월 28일 - 2012학년도 기초학력보장 우수학교 표창(인천광역시교육감)
- 2012년 12월 28일 - 2012학년도 학력향상 우수교 표창(북부교육지원청교육장)
- 2013년 2월 24일 - 옥상저수조(물탱크) 교체
- 2013년 3월 1일 - 교육복지우선지원 사업대상교 선정
- 2013년 3월 1일 - 인천광역시교육청지정 스마트교육정책추진학교 운영(2013-2014)
- 2013년 9월 3일 - 학교도서관 리모델링 공사 완료
- 2013년 9월 23일 - 융합인재교실 설치
- 2013년 9월 23일 - 교육복지실(행복나눔실) 설치
- 2013년 12월 10일 - 외부인 출입통제실 설치
- 2013년 12월 19일 - 인천광역시교육청 지속가능 발전교육 우수학교 표창
- 2014년 2월 14일 - 제22회 졸업식(남44명, 여30명, 계74명, 누계 3,482명)
- 2014년 3월 1일 - 2014학년도 15학급 편성(특수 1학급 포함)
- 2014년 3월 10일 - 제2초등 돌봄교실 설치

## 학교 상징
- 교목(校木) - 은행나무
- 교화(敎化) - 장미
- 교조(敎條) - 까치